# Memecylon
Memecylon es un género de plantas con flores perteneciente a la familia Memecylaceae. 

## Especies seleccionadas
- Memecylon arnottianum, Wight ex Thwaites
- Memecylon bequaertii, De Wild.
- Memecylon candidum, Gilg
- Memecylon cinereum, King
- Memecylon clarkeanum, Cogn.
- Memecylon corticosum, Ridley
- Memecylon cuneatum, Thwaites
- Memecylon dasyanthum, Gilg & Ledermann ex Engl.
- Memecylon discolor, Cogn.
- Memecylon edule, Roxb.
- Memecylon eleagni, Blume
- Memecylon elegantulum, Thwaites
- Memecylon ellipticum, Thwaites
- Memecylon flavescens, Gamble
- Memecylon floridum, Ridley
- Memecylon gardneri, Thwaites
- Memecylon giganteum, Alston
- Memecylon gracillimum, Alston
- Memecylon grande, Retz.
- Memecylon hookeri, Thwaites
- Memecylon hullettii, King
- Memecylon kunstleri, King
- Memecylon lawsonii, Gamble
- Memecylon leucanthum, Thwaites
- Memecylon macrocarpum, Thwaites
- Memecylon macrophyllum, Thwaites
- Memecylon myrtiforne, Naudin
- Memecylon orbiculare, Thwaites
- Memecylon ovoideum, Thwaites
- Memecylon revolutum, Thwaites
- Memecylon rhinophyllum, Thwaites
- Memecylon rostratum, Thwaites
- Memecylon rotundatum, (Thwaites) Cogn. & Bremer
- Memecylon royenii, Blume
- Memecylon sessilicarpum, A. & R. Fernandes
- Memecylon sisparense, Gamble
- Memecylon subramanii, Henry
- Memecylon sylvaticum, Thwaites
- Memecylon teitense, Wick.
- Memecylon urceolatum, Cogn.
- Memecylon varians, Thwaites
- Memecylon wallichii, Ridley

## Sinonimia
- Klaineastrum, Scutula, Valikaha[1]